# Doris Roberts
Doris May Roberts (4. november 1925 - 17. april 2016) var en amerikansk skuespillerinde på film, scene og tv. Hun modtog fem Emmy Awards. Roberts var nok mest kendt for sin rolle som Marie Barone i Alle elsker Raymond.